# Tochimilco
Tochimilco (del Náhuatl: Tochtli, milli, co ‘Conejo, sementera, en’‘En la sementera de los conejos’) se dividió desde su fundación en 4 barrios: Xancinco, Xalochica, Xochimilcapa y Xaxalpa, hasta la llegada de los españoles quienes agregaron cuatro barrios más: San Juan, Calvario, Centro y Jerusalén.

## Ubicación
Tochimilco es un pequeño poblado localizado al este de la ciudad de Atlixco, en el estado de Puebla, México, situado a los pies del volcán Popocatépetl. A partir de 1994, con la reactivación del volcán Popocatépetl, la población de Tochimilco se ha visto en riesgo, y varias veces ha sido desalojada.
En Tochimilco predominan las tradiciones mexicanas, reproducidas por su población predominantemente mestiza y náhuatl, aunque cabe mencionar las tradiciones emergentes de población migrante a los Estados Unidos, entre ellas destacan una mezcla de Día de los muertos , aunque cabe destacar la relevancia aún de los arreglos en altares y ofrendas que se acostumbran cada año.
La economía se centra en tres bases importantes: la agricultura, el comercio y las remesas de los Estados Unidos.
El clima es generalmente templado durante todo el año y constituye un importante papel en las cosechas de aguacate y vaina de árbol.
En la localidad se brinda educación preescolar, básica, media y media superior. Cabe destacar que para el nivel preescolar existen dos modalidades: la preescolar y la educación preescolar indígena.
En cuanto a servicios, un centro de salud brinda el servicio médico requerido en la población. El abasto de alimentos en su mayoría se encuentra cubierto por el programa nacional de abastos.
En la cabecera municipal de Tochimilco hay un muy hermoso Templo y ex-convento franciscano de la Asunción de Nuestra Señora fue fundado por Fray Diego de Olarte y construido en el año de 1560. Es un ejemplo típico de la arquitectura religiosa del siglo XVI. Su atrio está rodeado por una muralla terminada en almenas que da la impresión de fortaleza. Al centro hay una cruz de piedra. La fachada es sobria y cuenta con capilla abierta, torre y espadaña. El templo es de una nave con testero plano y bóvedas de nervadura gótica. La portada principal está diseñada con elementos renacentistas y flanqueada por columnas delgadas. El claustro tiene columnas y arcos rebajados, una fuente central y restos de decoraciones murales en color rojo. La capilla abierta está sobre la portería, es de un solo arco y hay un púlpito en la base de la torre. 
Se conserva el antiguo acueducto, con una fuente octagonal en la plaza, que lleva pilares en los ángulos y uno al centro que sostiene el primitivo escudo del siglo XVI. 
Tiene dos elementos que lo diferencian de la mayoría de las iglesias de la época y son por una parte sus contrafuertes interiores hasta medio muro y exteriores en el resto; y por otra parte la disposición diagonal del contrafuerte norte que contrasta con la de su torre paralela a la fachada.
Además, por atractivo importante en los últimos años, está el Santuario del Señor del Calvario a quien se le celebra los días tres de mayo con una feria típica; no obstante las visitas de la gente son durante todo el año. La gente que viaja a contemplarle no son solo pobladores cercanos, en los años más recientes visitantes de lugares lejanos son motivados por su fe al asistir en número considerable